# Christian Clemenson
Christian Clemenson Dayton (* 17. března 1958 Humboldt, Iowa) je americký filmový a televizní herec. Je známý především díky seriálu Kriminálka Miami, kde od 7. série působil jako patolog Tom Loman.

## Život
Clemenson se narodil a vyrůstal ve městě Humboldt v americkém státě Iowa. Jeho otec byl lékárník Ruth Alzora a jeho matka se jmenuje Ernest Arnold Clemenson. Když byl mladý, psal články pro noviny Des Moines Register. Po střední škole získal stipendium na Phillipsově akademii v Massachusetts. V roce 1973 mu zemřel otec ve věku 58 let. Po absolvování Phillipsovy akademie v roce 1976, nastoupil na Harvardovu univerzitu. Z Harvardovy univerzity odešel v roce 1980 na Yale School of Drama. V roce 1984 se přestěhoval do Los Angeles.

## Filmografie (výběr)
- The Golden Girls (seriál)
- Orlové práva
- The Paper Chase (seriál)
- Rodinná pouta (seriál)
- Král rybář
- A kapela hrála dál (TV film)
- Apollo 13
- Big Lebowski
- Buffy, přemožitelka upírů (seriál)
- Let číslo 93
- Veronica Mars (seriál)
- Kauzy z Bostonu (seriál)
- Mentalista (seriál)
- Memphis Beat (seriál)
- Kriminálka Miami (seriál)
- Harry's Law (seriál)
- American Crime Story (seriál)